# Chloranthaceae
Chloranthaceae R.Br. ex Sims è una famiglia di piante angiosperme, attualmente considerata come l'unica famiglia dell'ordine Chloranthales.

## Tassonomia
La classificazione tradizionale (Sistema Cronquist, 1981) assegnava la famiglia all'ordine Piperales.
La moderna classificazione APG IV (2016) la colloca in un ordine a sé stante, Chloranthales, considerato come una linea monofiletica indipendente all'interno del clade delle mesangiosperme
La famiglia comprende i seguenti generi:
- Ascarina J.R.Forst. & G.Forst.
- Chloranthus Sw.
- Hedyosmum Sw.
- Sarcandra Gardner